# Paragalago
Paragalago és un gènere de primats de la família dels gàlags (Galagidae). Les sis espècies descrites d'aquest grup (i una de no descrita formalment) són oriündes de l'est d'Àfrica. Són gàlags de mida petita-mitjana, amb un pes que va des de 60 fins a 250 g. Anteriorment, eren classificats en altres gèneres, dels quals foren separats basant-se en diferències genètiques, morfològiques i de vocalitzacions. És el tàxon germà de Galago.